# So che mi perdonerai/Beautiful day
So che mi perdonerai/Beautiful day è il 15° singolo del gruppo musicale I Nomadi, pubblicato in Italia nel 1971 dalla Columbia.

## Tracce
1. So che mi perdonerai – 3:12 (Bruno Lauzi, Damiano Dattoli, Oscar Prudente (Merendero))
2. Beautiful day – 4:45 (Beppe Carletti, Carlo Alberto Contini)

Durata totale: 7:57